# 櫛引八幡宮
櫛引八幡宮（くしひきはちまんぐう）は、青森県八戸市にある神社（八幡宮）である。旧社格は郷社。

## 概要
本殿など5棟の社殿が重要文化財に指定され、国宝や重要文化財の甲冑なども境内国宝館において一般公開されている。境内は「八幡山」と呼ばれ、樹齢100年以上の老杉が立ち並ぶ。
近年では櫛引八幡宮は一ノ宮であるという勘違いが進んでいるが、これは事実ではない。通常一ノ宮は、国の役人であった国司が赴任の際に参拝する順番が最初という意味であるが、櫛引八幡宮が自称する一ノ宮というのは、盛岡藩の南部家がとても大切にしていた神社という意味合いで用いられている。
実際八戸藩が成立しても、櫛引八幡宮は飛び地として盛岡藩の管理下にあり、八戸の神社にならなかった程に盛岡南部家は篤く崇敬しており、藩制が解体されるまでずっと盛岡の神社となっていた。
この南部総鎮守一ノ宮という言葉は、上記の様な背景の為八戸では何ら地盤を持っておらず、衰退していた神社を立て直す為、平成に入る前後あたりに観光戦略的に作られた櫛引八幡宮独自の造語で、盛岡にいる本家の南部氏が特に篤く崇敬したから南部の総鎮守と言えるだろう、同じく南部家にとっての一ノ宮と言っても良いだろうというネタで作られたキャッチフレーズである。
このキャッチフレーズは、現蕪嶋神社宮司が櫛引八幡宮禰宜時代創作したものであるが、本人は北東北に一ノ宮が存在するはずもないという歴史的常識を知らずにやってしまった為、詐欺のような行為だという周囲の批判が巻き起こってしまった。しかし、事実これによって櫛引八幡宮が立ち直った側面があるのも事実である。
実際の陸奥国一ノ宮は、志和彦神社鹽竈神社・馬場都都古和気神社・八槻都都古和気神社・石都都古和気神社の陸奥国一ノ宮論社四社と言われる神社が本当の一ノ宮であり、青森県内では新一宮として岩木山神社が全国一ノ宮会に属している。

## 祭神
八幡大神（誉田別命）を祀る。

## 歴史
仁安元年（1166年）に加賀美遠光が甲州南部庄（現山梨県南部町一帯）に八幡神を勧請して創祀し、緋威の鎧を殿内に納めたという八幡宮に起源を持ち、文治5年（1189年）の奥州合戦で戦功をたてたその息南部光行（南部氏の始祖）が糠部5郡（八戸・三戸・下北・鹿角・下北）の領地を任されて建久2年（1191年）に入部した折に、六戸の瀧ノ沢村に社殿を造営して南部庄から八幡宮を遷座し、さらに貞応元年 (1222年) に櫛引村の現在地に遷座したという。社伝の『櫛引八幡宮縁起旧記』によれば、瀧ノ沢村への遷座に際しては津島平次郎という家臣が甲州へ遣わされ、同村に仮宮を営んだのも同人であった事から、その子孫である滝沢家が「鍵守」として祭祀に与るようになったといい、また南部庄八幡宮の別当職であった宥鑁（ゆうばん）という僧も遷座に供奉し、当地に来住して普門院を開創、以後別当寺院として鍵守とともに祭祀を掌ったという。なお『櫛引八幡縁起』に、櫛引村には大同年間（806-10年）に坂上田村麻呂が創祀したという八幡宮の小社が鎮座していたためにそれと合祀したものともしている。その後は「櫛引八幡宮」として南部の総鎮守と崇められ、「南部一ノ宮」とも称された。
その後、建武年間に三戸南部家が衰退すると、当時陸奥国の国司代理として下向し、根城を築いた南部師行（根城南部氏4代目）が再興して南部氏の祈願所とした。

## 祭祀
旧暦の8月14日から16日の3日間に行われる秋季大祭は最重要の祭儀と位置づけられ、流鏑馬の神事や様々な芸能が奉納される。
流鏑馬
根城南部氏の師行の再興によって、領内安全・子孫繁昌・武運長久を祈願して奉納されたのが起源であるという。
師行の子孫である根城南部氏10代目の光経が応永18年（1411年）に秋田へ出陣するに際して戦捷を祈願し、八戸へ凱旋すると陣中で着用した具足と着替の2領、長船幸光の太刀、乗馬の青毛と替馬の鹿毛の馬2匹を奉納し、同年8月15日の大祭には盛大な流鏑馬の神事を斎行したと伝え、以後流鏑馬には青毛と鹿毛の馬を駆けさせる定めとなったという（『三翁昔語』巻の二）。また、流鏑馬の乗り手を「役者」と称すが、この年からは根城南部氏と共に七戸南部氏も参加するようになり、以来役者を勤める者は三戸、八戸（根城）、七戸の3南部家から出る事となり、その慣例が幕末まで続いた。かつては、勤仕する役者が神社へ参拝する時には不浄のものを踏まないように高足駄を履いたり、当日の朝は役者が参拝するまでは一般の参詣を許さない等の決まりがあったという。なお、現在の流鏑馬は明治以後に中絶していたものを、社前に新しく馬場を設けて昭和59年（1984年）11月7日に復興したものである。
また5月14日のお浜入り神事は、神輿が小中野の御前（みさき）神社に渡御する神事であるが、これは神威の再生・更新を図るものであるという。

## 社殿
- 本殿 - 三間社流造、銅板葺。細部に施された彫刻や極彩色の文様等の華やかな意匠に桃山時代の遺風が認められる[6]。
- 正門（南門） - 鳥居を入った正面に建つ切妻造銅板葺の四脚門。部材の木柄が太く、豪壮な感じを与えるものとなっている[6]。
- 長所（旧拝殿） - 正門を入って左方に建つ。桁行7間梁間3間、入母屋造平入、銅板葺。かつての拝殿で、現拝殿の新築に伴って現在の場所に移築されたもの。

以上の3棟は正保2年（1645年）から慶安元年（1648年）にかけて、盛岡藩2代藩主（南部氏28代）南部重直の命で造営されたもので、その後の補修工事も藩の直営事業として行われた。江戸時代前期の社殿形態を伝える遺構であり、拝殿左右に脇宮として祀られている神明宮と春日社の2棟（下述）を合わせて同時代の建造物群として残されている点が貴重であることから、平成5年（1993年）4月20日に国の重要文化財に指定された。
なお、現拝殿は昭和59年11月に竣功した桁行15間梁間8間入母屋造平入銅板葺の建物。

## 境内社
- 脇宮（末社）神明宮（天照皇大神） - 元文4年（1739年）に勧請、創祀されたと伝わる神明神社。本社拝殿の右方に鎮座し、本殿（重要文化財）は一間社流造、銅板葺。
- 脇宮（末社）春日社（天津児屋根神（あまつこやねのかみ）） - 神明宮と同じく元文4年に勧請、創祀されたと伝わる春日神社。本社拝殿の左方に鎮座する。本殿（重要文化財）は一間社春日造、銅板葺。春日造は東北地方では類例が少ないこともあり、貴重な遺構とされる[6]。

その他、16柱の神々を祀る合祀殿や、悶破稲荷神社（もんぱいなりじんじゃ）、祖霊舎がある。

## 文化財
括弧内年月日は指定日

### 国宝
工芸品
- 赤糸威鎧（兜、大袖付）（附:唐櫃）（昭和28年（1953年）11月14日）
鎌倉時代の大鎧。長慶天皇からの拝領と伝えられる。茜染めの組糸で小札（こざね）を威し（赤糸威）、八重菊枝模様を打出した鍍金金具を兜の鉢・鍬形台・吹返、大袖の裾板、草摺の裾板、鳩尾板（きゅうびのいた）、栴檀板（せんだんのいた）など随所に散らす。兜は鋲の頭を星に見立てた星兜で眉庇に八重菊枝文の鍬形台と大鍬形が付く[9]。大袖には籬（まがき）に八重菊枝文の金具の上に「一」の字の飾金物を置くため「菊一文字の鎧」と呼ばれる。鎌倉時代の金工芸術の最高水準を示し、装飾性の豊かな点で奈良県春日大社所蔵の「赤糸威鎧」（竹に虎金物）と双璧をなすものと唱われる[10]。天明8年（1788年）の江戸幕府巡見使に随行した地理学者・紀行作者の古川古松軒は「新羅三郎義光公の甲冑」と紹介している（『東遊雑記』）。大正4年（1915年）3月26日に古社寺保存法に基づき当時の国宝（旧国宝、現行法の重要文化財に相当）に指定。昭和28年に文化財保護法に基づく国宝に指定された。
- 白糸威褄取（つまどり）鎧（兜、大袖付）（附:唐櫃）（昭和28年11月14日）
南北朝時代の大鎧。南北朝時代を代表する鎧であるとされ、白糸を卯の花に見立て、「卯の花威（うのはなおどし）」と呼ばれている。草摺と大袖の隅の部分を紫、薄紫、黄、萌黄、紅の色糸で褄取りに威す。兜は鋲の頭を星に見立てた星兜で、兜鉢の前後左右に鍍銀の板金を伏せた四方白（しほうじろ）とする。鍬形を欠くものの鉢正面の鎬垂（しのだれ）に堂々とした風格を示す[11]。応永18年に南部光経（七戸光政）が奉納した2領の中の1領といい、光経の父信光が後村上天皇から拝領したものと伝えられる（『三翁昔語』巻の二。「祭祀節」の「流鏑馬」項も参照）[10]。赤絲威鎧同様、大正4年古社寺保存法に基づく旧国宝に、昭和28年、文化財保護法に基づく国宝に指定されている。

### 重要文化財
建造物
- 本殿（附鰐口1口）（平成5年4月20日）
- 旧拝殿（長所）（平成5年4月20日）
- 末社（脇宮）神明宮本殿（平成5年4月20日）
- 末社（脇宮）春日社本殿（平成5年4月20日）
- 南門（正門）（平成5年4月20日）

工芸品
- 紫糸威肩白浅黄鎧（兜、大袖付）（大正4年3月26日）
南北朝時代のもので、国宝の「白糸威褄取鎧」と同時期に制作されたものと推定されている。栴檀板と弦走韋（つるばしりのかわ）を欠失。鳩尾板には鍍金の菊文金物を据える。兜は星兜で正面に5条の鎬垂、吹返に鍍金の菊文金物を据え、眉庇には鍍金枝菊文の大型の鍬形台を打つ（鍬形は欠失）。大袖は7段下がりで、1段目を白、2段目を浅黄、以下を紫の糸で威し、冠板の両端と中央に八重菊金物を施す[12][10]。大正4年に古社寺保存法に基づき当時の国宝（旧国宝、現行法の重要文化財に相当）に指定。
- 唐櫃入白糸威肩赤胴丸（兜、大袖付）（大正4年3月26日）
南北朝時代後期から室町時代前期の胴丸。南北朝時代から主流となる軽快な胴丸であるが、鎌倉時代以来の鎧（大鎧）の華麗さも継承されており、戦闘の様式が変化して行く時代の特色がよく表された名品とされる。胴の立挙（たてあげ）と大袖の2段目までを赤糸で威し（肩赤）、胴の胸板と大袖の冠板、兜の吹返などの染韋を5弁の撫子をあしらった唐草文で飾る。兜は鋲の頭（星）を見せない筋兜で全ての筋を鍍金で縁取る総覆輪、吹返に撫子の花を配した唐草文の金物を据える[13][10]。文化財指定については前項に同じ。
- 兜（浅黄糸威肩赤大袖2枚付）（大正4年3月26日）
南北朝時代の鍍金総覆輪の筋兜。胴を欠失しているために大鎧か胴丸か不明ながら、兜の総覆輪や紅と浅黄で威した錣（しころ）、大袖の仕立て配色から、南北朝時代の華麗な胴であったろうことが窺える。兜鉢は正面に3条、後面に2条の鎬垂を持ち、眉庇に鍍金枝透彫の鍬形台を打って鍬形を構え（但し後補）、吹返には獅子牡丹文の絵韋を張り、据文金具は奈良菊文を施す。大袖は7段のうち上2段目までを赤で威し（肩赤）、以下を浅黄糸で威す[14][10]。文化財指定については前項に同じ。

### 青森県重宝
建造物
- 旧八戸小学校講堂（明治記念館）（平成3年（1991年）3月13日）
外観の意匠や構成は洋風であるが、架構や小屋組は伝統的な和風とする擬洋風の木造2階建寄棟造。地元の大工である関野太次郎が設計し、藩大工の流れを汲む青木元次郎が棟梁として施工した。明治14年（1881年）8月に八戸小学校（現八戸小学校と吹上小学校の前身）の講堂として堀端町に建てられ、同月24日には明治天皇の奥羽巡幸に際しての行在所とされた。昭和4年（1929年）に小学校の新校舎竣工に伴って内丸の現八戸市庁前に移築され、八戸市図書館として活用された後、昭和37年（1962年）に保存を目的として境内に移築復原された[15]。

工芸品
- 鰐口 応永十二年銘（昭和46年（1971年）9月6日）
青銅で鋳られた鰐口で、鼓面を同心円状に三区に分け、中央区を菊花とも見える模様を持つ撞座とし、外区は銘文を鋳出した銘帯とする。銘文の年紀から応永12年（1405年）の制作である事が判り、「守行敬白」らしき文字があることから、南部氏中興の祖といわれる三戸南部13代守行が奉納したものとされる[16][10]。
- 日本刀　銘「備州長船幸光」（昭和46年9月6日）
備前国長船の刀工、幸光の手になる鎬造庵棟の日本刀、刃文は丁子乱れ。「長船幸光」を名乗る刀工は南北朝から戦国時代にかけて7、8名が存在するが、本刀の作者は裏銘の「永徳二年（1382年）」の年紀から最も早い者と推定されている。根城南部氏の光経が応永18年に国宝の白糸威鎧と一緒に奉納したものという（『三翁昔語』巻の二。「祭祀節」の「流鏑馬」項も参照）。資料的、美術的に貴重なものとされる[17][10]。

彫刻
- 舞楽面9面（昭和46年9月6日）
納曽利、還城楽（げんじょうらく）、二の舞の尉と媼、貴徳、散手2面、陵王、神事面（伝採桑老（さいしょうろう））の9面。納曽利と還城楽の2面は鎌倉時代後期の作で、檜材の本格的な作風から中央で制作された可能性が高く、二の舞2面と貴徳と散手の2面中1面の合わせて4面は、鎌倉末から南北朝時代にかけての作、その作風からは東北地方における制作とされる。残り3面は室町から江戸時代にかけての作。9面の伝来状況から、当宮では中世から近世にかけての長期間に亘って盛んに舞楽が演じられていたことが判る[18][10]。

### 八戸市指定文化財
工芸品
- 青銅擬宝珠
正門前に架かる神橋（反橋）の親柱に取り付けられていた擬宝珠。宝暦12年（1762年）に盛岡藩8代藩主の南部利雄が寄進したもの[10]。

## 交通
- JR東日本・青い森鉄道：八戸駅から車で10分
- 南部バス（司法センター前・八幡経由）：「櫛引八幡宮前」バス停下車